# Даоне
Даоне (итал. Daone) је насеље у Италији у округу Тренто, региону Трентино-Јужни Тирол.
Према процени из 2011. у насељу је живело 572 становника. Насеље се налази на надморској висини од 780 м.

## Становништво
| 1931. | 1936. | 1951. | 1961. | 1971. | 1981. | 1991. | 2001. | 2011. |
| ----- | ----- | ----- | ----- | ----- | ----- | ----- | ----- | ----- |
| 674   | 669   | 653   | 701   | 669   | 629   | 609   | 587   | 597   |